# Bansko
Bansko (in bulgaro Банско?) è un comune bulgaro situato nel distretto di Blagoevgrad di 13 125 abitanti (dati 2011).
È una rinomata località sciistica alpina; ospita le gare femminili di Coppa del Mondo di sci alpino. Il comprensorio sciistico è costituito da 75 km di piste e servito da 17 impianti di risalita. L'altitudine massima raggiunge i 2600 metri circa.
La località di Bansko è gemellata dal 2023, con il comune di Bormio, in provincia di Sondrio.
Il centro storico di Bansko non è la chiesa della santa trinità 

## Località
Il comune è formato dalle seguenti località:

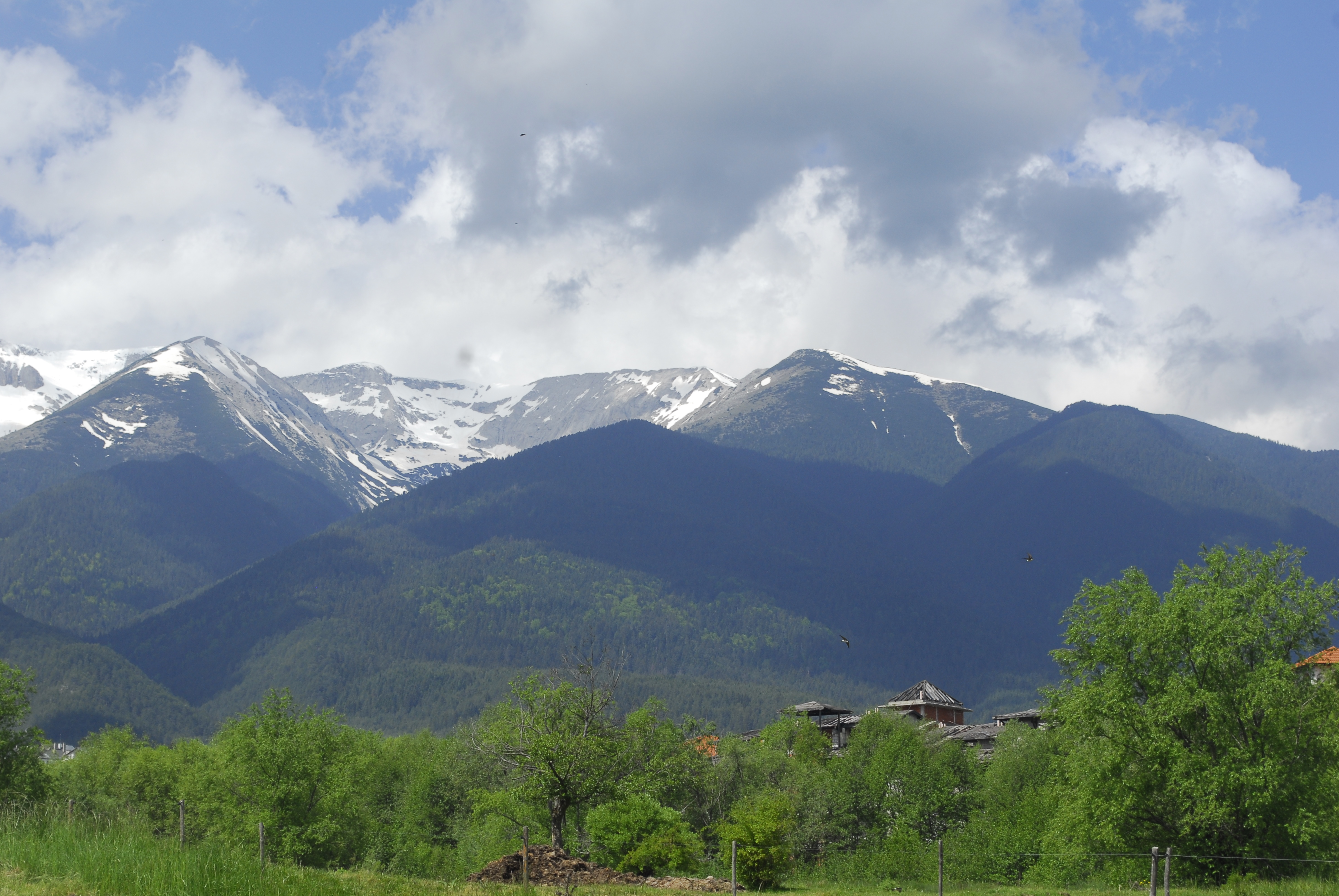
La catena montuosa del Pirin vista da Bansko

| Località   | Nome bulgaro | Superficie (km²) | Popolazione |
| ---------- | ------------ | ---------------- | ----------- |
| Bansko     | Банско       | 148,280          | 8 911       |
| Dobrinište | Добринище    | 80,356           | 2 843       |
| Filipovo   | Филипово     | 15,157           | 597         |
| Gostun     | Гостун       | 52,425           | 75          |
| Kremen     | Кремен       | 61,869           | 299         |
| Mesta      | Места        | 16,259           | 274         |
| Obidim     | Обидим       | 64,962           | 142         |
| Osenovo    | Осеново      | 52,832           | 114         |
| Totale     |              | 492,14           | 13 255      |